# UEFA Nations League 2018-2019
La UEFA Nations League 2018-2019 è stata la prima edizione della competizione calcistica UEFA Nations League. È iniziata il 6 settembre 2018 e si è conclusa il 9 giugno 2019.
Ad aggiudicarsi l'edizione inaugurale è stato il Portogallo, che ha prevalso in finale sui Paesi Bassi per 1-0. 

## Stagione

### Formula
Il formato e il calendario della UEFA Nations League sono stati ufficialmente approvati dal comitato esecutivo UEFA il 4 dicembre 2014. Per questa prima edizione le 55 nazionali europee sono state divise in quattro leghe in base al loro coefficiente UEFA dopo la conclusione delle qualificazioni per il mondiale del 2018: le migliori 12 sono state assegnate alla Lega A, le 12 successive (dal 13º al 24º posto) alla Lega B, le 15 a seguire (dal 25º al 39º posto) alla Lega C e le ultime 16 (dal 40º al 55º posto) alla Lega D. Per le edizioni successive l'appartenenza alle quattro leghe sarà invece determinata dal meccanismo di promozioni e retrocessioni.
Ogni lega è stata a sua volta suddivisa in quattro gironi, ciascuno composto da 3 o 4 squadre, disputatisi in sei giornate tra settembre e novembre 2018. Solo le squadre della Lega A potevano competere per l'assegnazione del trofeo: le vincitrici dei quattro gironi da 3 squadre si sono qualificate per la fase finale, disputatasi nel giugno 2019 in Portogallo (la sede è stata scelta fra le 4 qualificate). Nelle altre leghe si competeva esclusivamente per la promozione alla Lega superiore e per il ranking europeo.
In questa prima edizione erano inizialmente previste quattro retrocessioni da ciascuna delle leghe A, B e C a quella immediatamente inferiore (l'ultima classificata di ciascun girone, fatta eccezione per la Lega C, l'unica composta con gironi sia da 3 che da 4 squadre, che prevedeva la retrocessione delle quarte classificate e della peggior terza). Il 24 settembre 2019, a torneo già terminato, l'UEFA decise tuttavia di riammettere tutte le retrocesse per consentire la modifica del format già a partire dalla seconda edizione. La decisione di riformare la competizione fu presa dopo aver consultato tutte le 55 federazioni nazionali, le quali desideravano ridurre ulteriormente il numero di partite amichevoli (incrementando così il livello tecnico e il valore commerciale delle partite). Si voleva inoltre incrementare l'equità sportiva della competizione utilizzando il più possibile gruppi da 4 squadre, per portare le squadre dello stesso gruppo a giocare la loro ultima partita contemporaneamente. Il Comitato Esecutivo, riunito a Lubiana, stilò una classifica finale della stagione 2018-2019 tra tutte le 55 nazionali raggruppandole in quattro blocchi (i primi tre da 16 squadre ciascuno e l'ultimo da 7). Questo comportò di fatto la cancellazione di tutte le retrocessioni e la riammissione delle nazionali retrocesse nella lega d'appartenenza nella stagione appena conclusa. Inoltre ottennero una promozione d'ufficio le seconde classificate della Lega C e D e la migliore terza della Lega D (Israele, Ungheria, Bulgaria e Romania dalla Lega C alla B, Kazakistan, Lussemburgo, Moldavia, Azerbaigian e Armenia dalla Lega D alla C).
Riassumendo, in Lega B le quattro vincitrici dei gironi (da 3 squadre ciascuno) sono state promosse in Lega A per l'edizione 2020-2021. L'annullamento delle retrocessioni dalla Lega A alla Lega B ha consentito l'allargamento della Lega A da 12 a 16 squadre a partire dall'edizione successiva.
In Lega C le quattro vincitrici dei gironi (uno da 3 squadre e tre da 4 squadre) sono state promosse in Lega B per l'edizione 2020-2021. D'ufficio sono state promosse anche le quattro seconde classificate: ciò ha permesso di compensare, per la Lega B, le mancate retrocessioni dalla Lega A, e, unitamente all'annullamento delle retrocessioni dalla Lega B alla Lega C, di portare anche la Lega B da 12 a 16 squadre per l'edizione 2020-2021.
In Lega D le quattro vincitrici dei gironi (da 4 squadre ciascuno) sono state promosse in Lega C. D'ufficio sono state promosse anche le quattro seconde classificate e la miglior terza: queste cinque promozioni aggiuntive, unitamente all'annullamento delle retrocessioni dalla Lega C alla Lega D, hanno consentito alla Lega C di compensare le mancate retrocessioni dalla Lega B e le quattro promozioni in più in Lega B medesima, nonché di allargare il format da 15 a 16 squadre per l'edizione 2020-2021. Invece la Lega D, per effetto delle mancate retrocessioni dalla Lega C e delle cinque promozioni in più, si è ridotta da 16 a 7 squadre.
Le classifiche di questa prima edizione sono state utilizzate anche in prospettiva delle qualificazioni al campionato europeo di calcio 2020:
- le 55 nazionali affiliate all'UEFA sono state suddivise, tenendo conto esclusivamente dei risultati della UEFA Nations League 2018-2019, in sei fasce di merito (le prime cinque composte da 10 squadre ciascuna, l'ultima da 5 squadre) ai fini del sorteggio dei 10 gruppi di qualificazione ad Euro 2020, da svolgersi da marzo a novembre 2019;
- in particolare le 4 squadre qualificate alla fase finale della UEFA Nations League 2018-2019, oltre a finire nella prima fascia di merito, hanno avuto la garanzia di essere inserite in gironi di qualificazione all'europeo composti da 5 squadre e non da 6 (così consentendo all'UEFA, inoltre, di programmare i loro turni di riposo a giugno 2019, in coincidenza con la fase finale della UEFA Nations League);
- le qualificazioni ad Euro 2020, strutturate su 10 gruppi (5 da 5 squadre e 5 da 6 squadre) hanno assegnato solo 20 dei 24 posti per la fase finale (si sono qualificate le prime due classificate di ciascun gruppo) perché i rimanenti 4 posti sono riservati a dei play-off coinvolgenti le migliori classificate di ciascuna lega della UEFA Nations League 2018-2019; pertanto la vittoria di un qualsiasi girone di una qualsiasi lega della UEFA Nations League ha garantito un "paracadute" in caso di mancata qualificazione diretta ad Euro 2020.

Riguardo all'ultimo punto, una volta conclusi i gironi di qualificazione ad Euro 2020 (ed assegnati quindi i primi 20 posti per la fase finale), sono state ammesse ai play-off per l'assegnazione dei quattro posti residui 16 squadre: per ciascuna delle quattro leghe della UEFA Nations League 2018-2019 sono state selezionate le migliori 4 nazionali non già qualificate alla fase finale dell'europeo. Era previsto, nell'ipotesi in cui in una lega il numero di squadre non già qualificate ad Euro 2020 fosse risultato inferiore a 4, di integrare l'elenco delle ammesse ai play-off per tale lega mediante scorrimento della graduatoria della lega immediatamente inferiore. Per ciascuna delle quattro leghe si è così disputato, tra ottobre e novembre 2020, un play-off a 4 squadre con semifinali e finali in gara unica, che ha assegnato alla vincente la qualificazione ad Euro 2020, assicurando così almeno un posto nella fase finale a ciascuna delle quattro leghe della UEFA Nations League 2018-2019.

## Programma
Di seguito è riportato il programma della UEFA Nations League 2018-2019.
| Fase          | Turno           | Date                |
| ------------- | --------------- | ------------------- |
| Fase a gironi | Giornata 1      | 6–8 settembre 2018  |
| Fase a gironi | Giornata 2      | 9–11 settembre 2018 |
| Fase a gironi | Giornata 3      | 11–13 ottobre 2018  |
| Fase a gironi | Giornata 4      | 14–16 ottobre 2018  |
| Fase a gironi | Giornata 5      | 15–17 novembre 2018 |
| Fase a gironi | Giornata 6      | 18–20 novembre 2018 |
| Fase finale   | Semifinali      | 5–6 giugno 2019     |
| Fase finale   | Finale 3º posto | 9 giugno 2019       |
| Fase finale   | Finale          | 9 giugno 2019       |

## Leghe e squadre partecipanti
Lega A
     Lega B
     Lega C
     Lega D

Divisione delle varie squadre nazionali nelle rispettive leghe.
Lega A
Lega B
Lega C
Lega D

Tutte le 55 rappresentative nazionali della UEFA partecipano alla Nations League e sono così suddivise nelle quattro leghe, in base al ranking UEFA di ottobre 2017, riportato nella seguente tabella. Per ogni lega le nazionali sono riportate in ordine di ranking allineate per righe.
| Lega A (12 squadre) | Lega A (12 squadre) | Lega A (12 squadre) | Lega A (12 squadre)  |
| ------------------- | ------------------- | ------------------- | -------------------- |
| Germania            | Portogallo          | Belgio              | Spagna               |
| Francia             | Inghilterra         | Svizzera            | Italia               |
| Polonia             | Islanda             | Croazia             | Paesi Bassi          |
| Lega B (12 squadre) |                     |                     |                      |
| Austria             | Galles              | Russia              | Slovacchia           |
| Svezia              | Ucraina             | Irlanda             | Bosnia ed Erzegovina |
| Irlanda del Nord    | Danimarca           | Rep. Ceca           | Turchia              |
| Lega C (15 squadre) |                     |                     |                      |
| Ungheria            | Romania             | Scozia              | Slovenia             |
| Grecia              | Serbia              | Albania             | Norvegia             |
| Montenegro          | Israele             | Bulgaria            | Finlandia            |
| Cipro               | Estonia             | Lituania            |                      |
| Lega D (16 squadre) |                     |                     |                      |
| Azerbaigian         | Macedonia           | Bielorussia         | Georgia              |
| Armenia             | Lettonia            | Fær Øer             | Lussemburgo          |
| Kazakistan          | Moldavia            | Liechtenstein       | Malta                |
| Andorra             | Kosovo              | San Marino          | Gibilterra           |

## Sorteggio dei gruppi
Il sorteggio ha avuto luogo a Losanna, in Svizzera, il 24 gennaio 2018 alle ore 12:00 CET. Le squadre di ogni lega sono state suddivise in 3 o 4 fasce a seconda del coefficiente UEFA. Per ragioni politiche, Armenia e Azerbaigian, così come Russia e Ucraina, non potevano essere sorteggiate nello stesso gruppo. Un altro vincolo riguardava le cosiddette sedi invernali, ovvero i Paesi più freddi del continente: nessun gruppo poteva contenere più di due squadre tra Norvegia, Finlandia, Estonia e Lituania. Infine un ultimo vincolo era volto ad evitare troppe trasferte molto lunghe: tutti i gruppi potevano contenere al massimo uno tra gli accoppiamenti Andorra-Kazakistan, Fær Øer-Kazakistan, Gibilterra-Kazakistan e Gibilterra-Azerbaigian. La suddivisione in fasce era la seguente:
| Fascia | Squadra     | Coeff  | Rank |
| ------ | ----------- | ------ | ---- |
| 1      | Germania    | 40,747 | 1    |
| 1      | Portogallo  | 38,655 | 2    |
| 1      | Belgio      | 38,123 | 3    |
| 1      | Spagna      | 37,311 | 4    |
| 2      | Francia     | 36,617 | 5    |
| 2      | Inghilterra | 36,231 | 6    |
| 2      | Svizzera    | 34,986 | 7    |
| 2      | Italia      | 34,426 | 8    |
| 3      | Polonia     | 32,982 | 9    |
| 3      | Islanda     | 31,155 | 10   |
| 3      | Croazia     | 31,139 | 11   |
| 3      | Paesi Bassi | 29,866 | 12   |

| Fascia | Squadra              | Coeff  | Rank |
| ------ | -------------------- | ------ | ---- |
| 1      | Austria              | 29,418 | 13   |
| 1      | Galles               | 29,269 | 14   |
| 1      | Russia               | 29,258 | 15   |
| 1      | Slovacchia           | 28,555 | 16   |
| 2      | Svezia               | 28,487 | 17   |
| 2      | Ucraina              | 28,286 | 18   |
| 2      | Irlanda              | 28,249 | 19   |
| 2      | Bosnia ed Erzegovina | 28,200 | 20   |
| 3      | Irlanda del Nord     | 27,127 | 21   |
| 3      | Danimarca            | 27,052 | 22   |
| 3      | Rep. Ceca            | 27,028 | 23   |
| 3      | Turchia              | 26,538 | 24   |

| Fascia | Squadra    | Coeff  | Rank |
| ------ | ---------- | ------ | ---- |
| 1      | Ungheria   | 26,486 | 25   |
| 1      | Romania    | 26,057 | 26   |
| 1      | Scozia     | 25,662 | 27   |
| 1      | Slovenia   | 25,148 | 28   |
| 2      | Grecia     | 24,931 | 29   |
| 2      | Serbia     | 24,847 | 30   |
| 2      | Albania    | 24,430 | 31   |
| 2      | Norvegia   | 24,208 | 32   |
| 3      | Montenegro | 23,912 | 33   |
| 3      | Israele    | 22,792 | 34   |
| 3      | Bulgaria   | 22,091 | 35   |
| 3      | Finlandia  | 20,501 | 36   |
| 4      | Cipro      | 19,491 | 37   |
| 4      | Estonia    | 19,441 | 38   |
| 4      | Lituania   | 18,101 | 39   |

| Fascia | Squadra       | Coeff  | Rank |
| ------ | ------------- | ------ | ---- |
| 1      | Azerbaigian   | 17,761 | 40   |
| 1      | Macedonia     | 17,071 | 41   |
| 1      | Bielorussia   | 16,868 | 42   |
| 1      | Georgia       | 16,523 | 43   |
| 2      | Armenia       | 15,846 | 44   |
| 2      | Lettonia      | 15,821 | 45   |
| 2      | Fær Øer       | 15,490 | 46   |
| 2      | Lussemburgo   | 14,231 | 47   |
| 3      | Kazakistan    | 13,431 | 48   |
| 3      | Moldavia      | 13,130 | 49   |
| 3      | Liechtenstein | 10,950 | 50   |
| 3      | Malta         | 10,870 | 51   |
| 4      | Andorra       | 10,240 | 52   |
| 4      | Kosovo        | 9,950  | 53   |
| 4      | San Marino    | 8,190  | 54   |
| 4      | Gibilterra    | 7,550  | 55   |

## Riassunto del torneo
Nella Lega A, Paesi Bassi, Svizzera, Portogallo e Inghilterra vinsero i rispettivi gironi conquistando l'accesso alla prima fase finale della storia. I Paesi Bassi ebbero la meglio sulla Francia in un girone segnato dalla retrocessione a sorpresa della Germania, rimasta a secco di vittorie; la Svizzera grazie alla differenza reti il Belgio leader del ranking FIFA; i campioni d'europa del Portogallo ebbero la meglio su Italia e Polonia, mentre l'Inghilterra vinse il girone D dove a far notizia fu la retrocessione della Croazia vice-campione del mondo in Russia. La final four fu disputata nel giugno 2019 in Portogallo e furono proprio i padroni di casa a vincere la prima edizione battendo in finale i Paesi Bassi per 1-0, mentre l'Inghilterra guadagna la medaglia di bronzo dopo avere battuto ai calci di rigore la Svizzera.
Nella Lega B Ucraina, Svezia, Bosnia ed Erzegovina e Danimarca vinsero i rispettivi gironi ottenendo la promozione nella massima lega, mentre piazzandosi all'ultimo posto retrocedettero Slovacchia, Turchia, Irlanda del Nord e Irlanda.
Nella Lega C Scozia, Finlandia, Norvegia e Serbia conquistarono la serie cadetta, mentre Estonia, Slovenia e Lituania arrivando quarte nei gironi da quattro squadre retrocedettero in Lega D. La quarta retrocessa, essendo presente un gruppo da tre, fu la peggiore terza classificata, ovvero Cipro.
Nella Lega D vinsero i rispettivi gruppi Georgia, Bielorussia, Kosovo e Macedonia accedendo così alla terza divisione, mentre non erano contemplate retrocessioni.

## Lega A

### Gruppo 1
| Pos. | Squadra     | Pt | G | V | N | P | GF | GS | DG |
| ---- | ----------- | -- | - | - | - | - | -- | -- | -- |
| 1    | Paesi Bassi | 7  | 4 | 2 | 1 | 1 | 8  | 4  | +4 |
| 2    | Francia     | 7  | 4 | 2 | 1 | 1 | 4  | 4  | 0  |
| 3    | Germania    | 2  | 4 | 0 | 2 | 2 | 3  | 7  | -4 |

| Squadra     | Germania (bandiera) | Francia (bandiera) | Paesi Bassi (bandiera) |
| ----------- | ------------------- | ------------------ | ---------------------- |
| Germania    |                     | 0 - 0              | 2 - 2                  |
| Francia     | 2 - 1               |                    | 2 - 1                  |
| Paesi Bassi | 3 - 0               | 2 - 0              |                        |

### Gruppo 2
| Pos. | Squadra  | Pt | G | V | N | P | GF | GS | DG  |
| ---- | -------- | -- | - | - | - | - | -- | -- | --- |
| 1    | Svizzera | 9  | 4 | 3 | 0 | 1 | 14 | 5  | +9  |
| 2    | Belgio   | 9  | 4 | 3 | 0 | 1 | 9  | 6  | +3  |
| 3    | Islanda  | 0  | 4 | 0 | 0 | 4 | 1  | 13 | -12 |

| Squadra  | Belgio (bandiera) | Svizzera (bandiera) | Islanda (bandiera) |
| -------- | ----------------- | ------------------- | ------------------ |
| Belgio   |                   | 2 - 1               | 2 - 0              |
| Svizzera | 5 - 2             |                     | 6 - 0              |
| Islanda  | 0 - 3             | 1 - 2               |                    |

### Gruppo 3
| Pos. | Squadra    | Pt | G | V | N | P | GF | GS | DG |
| ---- | ---------- | -- | - | - | - | - | -- | -- | -- |
| 1    | Portogallo | 8  | 4 | 2 | 2 | 0 | 5  | 3  | +2 |
| 2    | Italia     | 5  | 4 | 1 | 2 | 1 | 2  | 2  | 0  |
| 3    | Polonia    | 2  | 4 | 0 | 2 | 2 | 4  | 6  | -2 |

| Squadra    | Portogallo (bandiera) | Italia (bandiera) | Polonia (bandiera) |
| ---------- | --------------------- | ----------------- | ------------------ |
| Portogallo |                       | 1 - 0             | 1 - 1              |
| Italia     | 0 - 0                 |                   | 1 - 1              |
| Polonia    | 2 - 3                 | 0 - 1             |                    |

### Gruppo 4
| Pos. | Squadra     | Pt | G | V | N | P | GF | GS | DG |
| ---- | ----------- | -- | - | - | - | - | -- | -- | -- |
| 1    | Inghilterra | 7  | 4 | 2 | 1 | 1 | 6  | 5  | +1 |
| 2    | Spagna      | 6  | 4 | 2 | 0 | 2 | 12 | 7  | +5 |
| 3    | Croazia     | 4  | 4 | 1 | 1 | 2 | 4  | 10 | -6 |

| Squadra     | Spagna (bandiera) | Inghilterra (bandiera) | Croazia (bandiera) |
| ----------- | ----------------- | ---------------------- | ------------------ |
| Spagna      |                   | 2 - 3                  | 6 - 0              |
| Inghilterra | 1 - 2             |                        | 2 - 1              |
| Croazia     | 3 - 2             | 0 - 0                  |                    |

Legenda:
      Qualificate alla fase finale.
      Retrocesse in Lega B della UEFA Nations League 2020-2021.
Note:
Germania, Islanda, Polonia e Croazia riammesse in Lega A della UEFA Nations League 2020-2021 per via della riforma della competizione in vigore a partire dalla stagione successiva.

### Fase finale

Logo della fase finale.

Il sorteggio delle semifinali si è svolto il 3 dicembre 2018 a Dublino, in Irlanda. Nella stessa data l'UEFA ha confermato il Portogallo come Paese ospitante della fase finale.

#### Tabellone
|  | Semifinali | Semifinali        | Semifinali  |             |            | Finale            | Finale            | Finale          |  |
|  |            |                   |             |             |            |                   |                   |                 |  |
|  | A3         | Portogallo        | 3           |             |            |                   |                   |                 |  |
|  | A3         | Portogallo        | 3           |             |            |                   |                   |                 |  |
|  | A2         | Svizzera          | 1           |             |            |                   |                   |                 |  |
|  | A2         | Svizzera          | 1           |             | Portogallo | Portogallo        | 1                 |                 |  |
|  |            |                   |             |             | Portogallo | Portogallo        | 1                 |                 |  |
|  |            |                   | Paesi Bassi | Paesi Bassi | 0          |                   |                   |                 |  |
|  | A1         | Paesi Bassi (dts) | Paesi Bassi | Paesi Bassi | 0          | 3                 |                   |                 |  |
|  | A1         | Paesi Bassi (dts) |             |             |            | 3                 |                   |                 |  |
|  | A4         | Inghilterra       | 1           |             |            | Finale 3º posto   | Finale 3º posto   | Finale 3º posto |  |
|  | A4         | Inghilterra       | 1           |             |            |                   |                   |                 |  |
|  |            |                   |             |             |            |                   |                   |                 |  |
|  |            |                   |             |             |            | Svizzera          | Svizzera          | 0 (5)           |  |
|  |            |                   |             |             |            | Svizzera          | Svizzera          | 0 (5)           |  |
|  |            |                   |             |             |            | Inghilterra (dtr) | Inghilterra (dtr) | 0 (6)           |  |

#### Semifinali
| Arbitro: | Felix Brych |

|                       |           |                      |
| Ronaldo 25’, 88’, 90’ | Marcatori | 57’ (rig.) Rodríguez |

| Arbitro: | Clément Turpin |

|                                           |           |                     |
| de Ligt 73’ Walker 97’ (aut.) Promes 114’ | Marcatori | 32’ (rig.) Rashford |

#### Finale 3º posto
| Arbitro: | Ovidiu Hațegan |

|                                      |                      |                                               |
| Zuber Xhaka Akanji Mbabu Schär Drmić | Tiri di rigore 5 – 6 | Maguire Barkley Sancho Sterling Pickford Dier |

#### Finale
| Arbitro: | Alberto Undiano Mallenco |

|            |           |  |
| Guedes 60’ | Marcatori |  |

## Lega B

### Gruppo 1
| Pos. | Squadra    | Pt | G | V | N | P | GF | GS | DG |
| ---- | ---------- | -- | - | - | - | - | -- | -- | -- |
| 1    | Ucraina    | 9  | 4 | 3 | 0 | 1 | 5  | 5  | 0  |
| 2    | Rep. Ceca  | 6  | 4 | 2 | 0 | 2 | 4  | 4  | 0  |
| 3    | Slovacchia | 3  | 4 | 1 | 0 | 3 | 5  | 5  | 0  |

| Squadra    | Slovacchia (bandiera) | Ucraina (bandiera) | Rep. Ceca (bandiera) |
| ---------- | --------------------- | ------------------ | -------------------- |
| Slovacchia |                       | 4 - 1              | 1 - 2                |
| Ucraina    | 1 - 0                 |                    | 1 - 0                |
| Rep. Ceca  | 1 - 0                 | 1 - 2              |                      |

### Gruppo 2
| Pos. | Squadra | Pt | G | V | N | P | GF | GS | DG |
| ---- | ------- | -- | - | - | - | - | -- | -- | -- |
| 1    | Svezia  | 7  | 4 | 2 | 1 | 1 | 5  | 3  | +2 |
| 2    | Russia  | 7  | 4 | 2 | 1 | 1 | 4  | 3  | +1 |
| 3    | Turchia | 3  | 4 | 1 | 0 | 3 | 4  | 7  | -3 |

| Squadra | Russia (bandiera) | Svezia (bandiera) | Turchia (bandiera) |
| ------- | ----------------- | ----------------- | ------------------ |
| Russia  |                   | 0 - 0             | 2 - 0              |
| Svezia  | 2 - 0             |                   | 2 - 3              |
| Turchia | 1 - 2             | 0 - 1             |                    |

### Gruppo 3
| Pos. | Squadra              | Pt | G | V | N | P | GF | GS | DG |
| ---- | -------------------- | -- | - | - | - | - | -- | -- | -- |
| 1    | Bosnia ed Erzegovina | 10 | 4 | 3 | 1 | 0 | 5  | 1  | +4 |
| 2    | Austria              | 7  | 4 | 2 | 1 | 1 | 3  | 2  | +1 |
| 3    | Irlanda del Nord     | 0  | 4 | 0 | 0 | 4 | 2  | 7  | -5 |

| Squadra              | Austria (bandiera) | Bosnia ed Erzegovina (bandiera) | Irlanda del Nord (bandiera) |
| -------------------- | ------------------ | ------------------------------- | --------------------------- |
| Austria              |                    | 0 - 0                           | 1 - 0                       |
| Bosnia ed Erzegovina | 1 - 0              |                                 | 2 - 0                       |
| Irlanda del Nord     | 1 - 2              | 1 - 2                           |                             |

### Gruppo 4
| Pos. | Squadra   | Pt | G | V | N | P | GF | GS | DG |
| ---- | --------- | -- | - | - | - | - | -- | -- | -- |
| 1    | Danimarca | 8  | 4 | 2 | 2 | 0 | 4  | 1  | +3 |
| 2    | Galles    | 6  | 4 | 2 | 0 | 2 | 6  | 5  | +1 |
| 3    | Irlanda   | 2  | 4 | 0 | 2 | 2 | 1  | 5  | -4 |

| Squadra   | Galles (bandiera) | Irlanda (bandiera) | Danimarca (bandiera) |
| --------- | ----------------- | ------------------ | -------------------- |
| Galles    |                   | 4 - 1              | 1 - 2                |
| Irlanda   | 0 - 1             |                    | 0 - 0                |
| Danimarca | 2 - 0             | 0 - 0              |                      |

Legenda:
      Promosse in Lega A della UEFA Nations League 2020-2021.
      Retrocesse in Lega C della UEFA Nations League 2020-2021.
Note:
Slovacchia, Turchia, Irlanda del Nord e Irlanda riammesse in Lega B della UEFA Nations League 2020-2021 per via della riforma della competizione in vigore a partire dalla stagione successiva.

## Lega C

### Gruppo 1
| Pos. | Squadra | Pt | G | V | N | P | GF | GS | DG |
| ---- | ------- | -- | - | - | - | - | -- | -- | -- |
| 1    | Scozia  | 9  | 4 | 3 | 0 | 1 | 10 | 4  | +6 |
| 2    | Israele | 6  | 4 | 2 | 0 | 2 | 6  | 5  | +1 |
| 3    | Albania | 3  | 4 | 1 | 0 | 3 | 1  | 8  | -7 |

| Squadra | Scozia (bandiera) | Albania (bandiera) | Israele (bandiera) |
| ------- | ----------------- | ------------------ | ------------------ |
| Scozia  |                   | 2 - 0              | 3 - 2              |
| Albania | 0 - 4             |                    | 1 - 0              |
| Israele | 2 - 1             | 2 - 0              |                    |

### Gruppo 2
| Pos. | Squadra   | Pt | G | V | N | P | GF | GS | DG |
| ---- | --------- | -- | - | - | - | - | -- | -- | -- |
| 1    | Finlandia | 12 | 6 | 4 | 0 | 2 | 5  | 3  | +2 |
| 2    | Ungheria  | 10 | 6 | 3 | 1 | 2 | 9  | 6  | +3 |
| 3    | Grecia    | 9  | 6 | 3 | 0 | 3 | 4  | 5  | -1 |
| 4    | Estonia   | 4  | 6 | 1 | 1 | 4 | 4  | 8  | -4 |

| Squadra   | Ungheria (bandiera) | Grecia (bandiera) | Finlandia (bandiera) | Estonia (bandiera) |
| --------- | ------------------- | ----------------- | -------------------- | ------------------ |
| Ungheria  |                     | 2 - 1             | 2 - 0                | 2 - 0              |
| Grecia    | 1 - 0               |                   | 1 - 0                | 0 - 1              |
| Finlandia | 1 - 0               | 2 - 0             |                      | 1 - 0              |
| Estonia   | 3 - 3               | 0 - 1             | 0 - 1                |                    |

### Gruppo 3
| Pos. | Squadra  | Pt | G | V | N | P | GF | GS | DG |
| ---- | -------- | -- | - | - | - | - | -- | -- | -- |
| 1    | Norvegia | 13 | 6 | 4 | 1 | 1 | 7  | 2  | +5 |
| 2    | Bulgaria | 11 | 6 | 3 | 2 | 1 | 7  | 5  | +2 |
| 3    | Cipro    | 5  | 6 | 1 | 2 | 3 | 5  | 9  | -4 |
| 4    | Slovenia | 3  | 6 | 0 | 3 | 3 | 5  | 8  | -3 |

| Squadra  | Slovenia (bandiera) | Norvegia (bandiera) | Bulgaria (bandiera) | Cipro (bandiera) |
| -------- | ------------------- | ------------------- | ------------------- | ---------------- |
| Slovenia |                     | 1 - 1               | 1 - 2               | 1 - 1            |
| Norvegia | 1 - 0               |                     | 1 - 0               | 2 - 0            |
| Bulgaria | 1 - 1               | 1 - 0               |                     | 2 - 1            |
| Cipro    | 2 - 1               | 0 - 2               | 1 - 1               |                  |

### Gruppo 4
| Pos. | Squadra    | Pt | G | V | N | P | GF | GS | DG  |
| ---- | ---------- | -- | - | - | - | - | -- | -- | --- |
| 1    | Serbia     | 14 | 6 | 4 | 2 | 0 | 11 | 4  | +7  |
| 2    | Romania    | 12 | 6 | 3 | 3 | 0 | 8  | 3  | +5  |
| 3    | Montenegro | 7  | 6 | 2 | 1 | 3 | 7  | 6  | +1  |
| 4    | Lituania   | 0  | 6 | 0 | 0 | 6 | 3  | 16 | -13 |

| Squadra    | Romania (bandiera) | Serbia (bandiera) | Montenegro (bandiera) | Lituania (bandiera) |
| ---------- | ------------------ | ----------------- | --------------------- | ------------------- |
| Romania    |                    | 0 - 0             | 0 - 0                 | 3 - 0               |
| Serbia     | 2 - 2              |                   | 2 - 1                 | 4 - 1               |
| Montenegro | 0 - 1              | 0 - 2             |                       | 2 - 0               |
| Lituania   | 1 - 2              | 0 - 1             | 1 - 4                 |                     |

### Raffronto tra le terze classificate
Oltre alle quarte classificate dei gironi da 4 squadre, retrocede in Lega D la peggiore fra le quattro terze classificate (Cipro). Per la formulazione della graduatoria fra queste ultime non si tiene conto delle partite giocate contro la squadra quarta classificata.
| Pos | Gr | Squadra    | Pt | G | V | N | P | GF | GS | DG |
| --- | -- | ---------- | -- | - | - | - | - | -- | -- | -- |
| 1   | C2 | Grecia     | 6  | 4 | 2 | 0 | 2 | 3  | 4  | -1 |
| 2   | C1 | Albania    | 3  | 4 | 1 | 0 | 3 | 1  | 8  | -7 |
| 3   | C4 | Montenegro | 1  | 4 | 0 | 1 | 3 | 1  | 5  | -4 |
| 4   | C3 | Cipro      | 1  | 4 | 0 | 1 | 3 | 2  | 7  | -5 |

Legenda:
      Promosse in Lega B della UEFA Nations League 2020-2021.
      Retrocesse in Lega D della UEFA Nations League 2020-2021.
Note:
Estonia, Cipro, Slovenia e Lituania riammesse in Lega C della UEFA Nations League 2020-2021 per via della riforma della competizione in vigore a partire dalla stagione successiva.

## Lega D

### Gruppo 1
| Pos. | Squadra    | Pt | G | V | N | P | GF | GS | DG  |
| ---- | ---------- | -- | - | - | - | - | -- | -- | --- |
| 1    | Georgia    | 16 | 6 | 5 | 1 | 0 | 12 | 2  | +10 |
| 2    | Kazakistan | 6  | 6 | 1 | 3 | 2 | 8  | 7  | +1  |
| 3    | Lettonia   | 4  | 6 | 0 | 4 | 2 | 2  | 6  | -4  |
| 4    | Andorra    | 4  | 6 | 0 | 4 | 2 | 2  | 9  | -7  |

| Squadra    | Georgia (bandiera) | Lettonia (bandiera) | Kazakistan (bandiera) | Andorra (bandiera) |
| ---------- | ------------------ | ------------------- | --------------------- | ------------------ |
| Georgia    |                    | 1 - 0               | 2 - 1                 | 3 - 0              |
| Lettonia   | 0 - 3              |                     | 1 - 1                 | 0 - 0              |
| Kazakistan | 0 - 2              | 1 - 1               |                       | 4 - 0              |
| Andorra    | 1 - 1              | 0 - 0               | 1 - 1                 |                    |

### Gruppo 2
| Pos. | Squadra     | Pt | G | V | N | P | GF | GS | DG  |
| ---- | ----------- | -- | - | - | - | - | -- | -- | --- |
| 1    | Bielorussia | 14 | 6 | 4 | 2 | 0 | 10 | 0  | +10 |
| 2    | Lussemburgo | 10 | 6 | 3 | 1 | 2 | 11 | 4  | +7  |
| 3    | Moldavia    | 9  | 6 | 2 | 3 | 1 | 4  | 5  | -1  |
| 4    | San Marino  | 0  | 6 | 0 | 0 | 6 | 0  | 16 | -16 |

| Squadra     | Bielorussia (bandiera) | Lussemburgo (bandiera) | Moldavia (bandiera) | San Marino (bandiera) |
| ----------- | ---------------------- | ---------------------- | ------------------- | --------------------- |
| Bielorussia |                        | 1 - 0                  | 0 - 0               | 5 - 0                 |
| Lussemburgo | 0 - 2                  |                        | 4 - 0               | 3 - 0                 |
| Moldavia    | 0 - 0                  | 1 - 1                  |                     | 2 - 0                 |
| San Marino  | 0 - 2                  | 0 - 3                  | 0 - 1               |                       |

### Gruppo 3
| Pos. | Squadra     | Pt | G | V | N | P | GF | GS | DG  |
| ---- | ----------- | -- | - | - | - | - | -- | -- | --- |
| 1    | Kosovo      | 14 | 6 | 4 | 2 | 0 | 15 | 2  | +13 |
| 2    | Azerbaigian | 9  | 6 | 2 | 3 | 1 | 7  | 6  | +1  |
| 3    | Fær Øer     | 5  | 6 | 1 | 2 | 3 | 5  | 10 | -5  |
| 4    | Malta       | 3  | 6 | 0 | 3 | 3 | 5  | 14 | -9  |

| Squadra     | Azerbaigian (bandiera) | Fær Øer (bandiera) | Malta (bandiera) | Kosovo (bandiera) |
| ----------- | ---------------------- | ------------------ | ---------------- | ----------------- |
| Azerbaigian |                        | 2 - 0              | 1 - 1            | 0 - 0             |
| Fær Øer     | 0 - 3                  |                    | 3 - 1            | 1 - 1             |
| Malta       | 1 - 1                  | 1 - 1              |                  | 0 - 5             |
| Kosovo      | 4 - 0                  | 2 - 0              | 3 - 1            |                   |

### Gruppo 4
| Pos. | Squadra       | Pt | G | V | N | P | GF | GS | DG  |
| ---- | ------------- | -- | - | - | - | - | -- | -- | --- |
| 1    | Macedonia     | 15 | 6 | 5 | 0 | 1 | 14 | 5  | +9  |
| 2    | Armenia       | 10 | 6 | 3 | 1 | 2 | 14 | 8  | +6  |
| 3    | Gibilterra    | 6  | 6 | 2 | 0 | 4 | 5  | 15 | -10 |
| 4    | Liechtenstein | 4  | 6 | 1 | 1 | 4 | 7  | 12 | -5  |

| Squadra       | Macedonia (bandiera) | Armenia (bandiera) | Liechtenstein (bandiera) | Gibilterra (bandiera) |
| ------------- | -------------------- | ------------------ | ------------------------ | --------------------- |
| Macedonia     |                      | 2 - 0              | 4 - 1                    | 4 - 0                 |
| Armenia       | 4 - 0                |                    | 2 - 1                    | 0 - 1                 |
| Liechtenstein | 0 - 2                | 2 - 2              |                          | 2 - 0                 |
| Gibilterra    | 0 - 2                | 2 - 6              | 2 - 1                    |                       |

Legenda:
      Promosse in Lega C della UEFA Nations League 2020-2021.
Note:
Kazakistan, Lussemburgo, Moldavia, Azerbaigian e Armenia promosse d'ufficio in Lega C della UEFA Nations League 2020-2021 per via della riforma della competizione in vigore a partire dalla stagione successiva.

## Classifica finale
Il 24 settembre 2019 la UEFA in occasione della riunione del Comitato Esecutivo a Lubiana ha stilato una classifica provvisoria, basata solo sui risultati della prima fase del torneo; questa graduatoria è stata usata per suddividere le nazionali nelle sei fasce per i sorteggi dei gironi di qualificazione ad Euro 2020. Successivamente, dopo la conclusione della fase finale, è stata stilata la classifica definitiva, la quale tiene conto dei risultati della seconda fase del torneo (come stabilito dall'articolo 18.04 del regolamento). La classifica finale è stata usata per procedere alla riforma della competizione e alla nuova composizione delle quattro leghe a partire dall'edizione successiva del 2020-2021, in modo da dividere le 55 nazionali in tre leghe da 16 e l'ultima lega da 7 squadre.

### Lega A
|         | Pos. | Squadra     | Pos. gruppo | Pt | G | V | N | P | GF | GS | DR  |
| ------- | ---- | ----------- | ----------- | -- | - | - | - | - | -- | -- | --- |
| Oro     | 1.   | Portogallo  | 1-A3        | 8  | 4 | 2 | 2 | 0 | 5  | 3  | +2  |
| Argento | 2.   | Paesi Bassi | 1-A1        | 7  | 4 | 2 | 1 | 1 | 8  | 4  | +4  |
| Bronzo  | 3.   | Inghilterra | 1-A4        | 7  | 4 | 2 | 1 | 1 | 6  | 5  | +1  |
|         | 4.   | Svizzera    | 1-A2        | 9  | 4 | 3 | 0 | 1 | 14 | 5  | +9  |
|         | 5.   | Belgio      | 2-A2        | 9  | 4 | 3 | 0 | 1 | 9  | 6  | +3  |
|         | 6.   | Francia     | 2-A1        | 7  | 4 | 2 | 1 | 1 | 4  | 4  | 0   |
|         | 7.   | Spagna      | 2-A4        | 6  | 4 | 2 | 0 | 2 | 12 | 7  | +5  |
|         | 8.   | Italia      | 2-A3        | 5  | 4 | 1 | 2 | 1 | 2  | 2  | 0   |
|         | 9.   | Croazia     | 3-A4        | 4  | 4 | 1 | 1 | 2 | 4  | 10 | -6  |
|         | 10.  | Polonia     | 3-A3        | 2  | 4 | 0 | 2 | 2 | 4  | 6  | -2  |
|         | 11.  | Germania    | 3-A1        | 2  | 4 | 0 | 2 | 2 | 3  | 7  | -4  |
|         | 12.  | Islanda     | 3-A2        | 0  | 4 | 0 | 0 | 4 | 1  | 13 | -12 |

Legenda:
      Ammesse alla fase finale.

### Lega B
|  | Pos. | Squadra              | Pos. gruppo | Pt | G | V | N | P | GF | GS | DR |
|  | ---- | -------------------- | ----------- | -- | - | - | - | - | -- | -- | -- |
|  | 13.  | Bosnia ed Erzegovina | 1-B3        | 10 | 4 | 3 | 1 | 0 | 5  | 1  | +4 |
|  | 14.  | Ucraina              | 1-B1        | 9  | 4 | 3 | 0 | 1 | 5  | 5  | 0  |
|  | 15.  | Danimarca            | 1-B4        | 8  | 4 | 2 | 2 | 0 | 4  | 1  | +3 |
|  | 16.  | Svezia               | 1-B2        | 7  | 4 | 2 | 1 | 1 | 5  | 3  | +2 |
|  | 17.  | Russia               | 2-B2        | 7  | 4 | 2 | 1 | 1 | 4  | 3  | +1 |
|  | 18.  | Austria              | 2-B3        | 7  | 4 | 2 | 1 | 1 | 3  | 2  | +1 |
|  | 19.  | Galles               | 2-B4        | 6  | 4 | 2 | 0 | 2 | 6  | 5  | +1 |
|  | 20.  | Rep. Ceca            | 2-B1        | 6  | 4 | 2 | 0 | 2 | 4  | 4  | 0  |
|  | 21.  | Slovacchia           | 3-B1        | 3  | 4 | 1 | 0 | 3 | 5  | 5  | 0  |
|  | 22.  | Turchia              | 3-B2        | 3  | 4 | 1 | 0 | 3 | 4  | 7  | -3 |
|  | 23.  | Irlanda              | 3-B4        | 2  | 4 | 0 | 2 | 2 | 1  | 5  | -4 |
|  | 24.  | Irlanda del Nord     | 3-B3        | 0  | 4 | 0 | 0 | 4 | 2  | 7  | -5 |

Legenda:
      Promosse in Lega A.

### Lega C
|  | Pos. | Squadra    | Pos. gruppo | Pt | G | V | N | P | GF | GS | DR  |
|  | ---- | ---------- | ----------- | -- | - | - | - | - | -- | -- | --- |
|  | 25.  | Scozia     | 1-C1        | 9  | 4 | 3 | 0 | 1 | 10 | 4  | +6  |
|  | 26.  | Norvegia   | 1-C3        | 9  | 4 | 3 | 0 | 1 | 5  | 1  | +4  |
|  | 27.  | Serbia     | 4-C4        | 8  | 4 | 2 | 2 | 0 | 6  | 3  | +3  |
|  | 28.  | Finlandia  | 1-C2        | 6  | 4 | 2 | 0 | 2 | 3  | 3  | 0   |
|  | 29.  | Bulgaria   | 2-C3        | 7  | 4 | 2 | 1 | 1 | 4  | 3  | +1  |
|  | 30.  | Israele    | 2-C1        | 6  | 4 | 2 | 0 | 2 | 6  | 5  | +1  |
|  | 31.  | Ungheria   | 2-C2        | 6  | 4 | 2 | 0 | 2 | 4  | 3  | +1  |
|  | 32.  | Romania    | 2-C4        | 6  | 4 | 1 | 3 | 0 | 3  | 2  | +1  |
|  | 33.  | Grecia     | 3-C2        | 6  | 4 | 2 | 0 | 2 | 3  | 4  | -1  |
|  | 34.  | Albania    | 3-C1        | 3  | 4 | 1 | 0 | 3 | 1  | 8  | -7  |
|  | 35.  | Montenegro | 3-C4        | 1  | 4 | 0 | 1 | 3 | 1  | 5  | -4  |
|  | 36.  | Cipro      | 3-C3        | 1  | 4 | 0 | 1 | 3 | 2  | 7  | -5  |
|  | 37.  | Estonia    | 4-C2        | 4  | 6 | 1 | 1 | 4 | 4  | 8  | -4  |
|  | 38.  | Slovenia   | 4-C3        | 3  | 6 | 0 | 3 | 3 | 5  | 8  | -3  |
|  | 39.  | Lituania   | 4-C4        | 0  | 6 | 0 | 0 | 6 | 3  | 16 | -13 |

Legenda:
      Promosse in Lega B.
Nota:
Le partite contro le quarte classificate dei gruppo C2, C3 e C4 sono scartate in modo da poter confrontare le squadre prime, seconde e terze.

### Lega D
|  | Pos. | Squadra       | Pos. gruppo | Pt | G | V | N | P | GF | GS | DR  |
|  | ---- | ------------- | ----------- | -- | - | - | - | - | -- | -- | --- |
|  | 40.  | Georgia       | 1-D1        | 16 | 6 | 5 | 1 | 0 | 12 | 2  | +10 |
|  | 41.  | Macedonia     | 1-D4        | 15 | 6 | 5 | 0 | 1 | 14 | 5  | +9  |
|  | 42.  | Kosovo        | 1-D3        | 14 | 6 | 4 | 2 | 0 | 15 | 2  | +13 |
|  | 43.  | Bielorussia   | 1-D2        | 14 | 6 | 4 | 2 | 0 | 10 | 0  | +10 |
|  | 44.  | Lussemburgo   | 2-D2        | 10 | 6 | 3 | 1 | 2 | 11 | 4  | +7  |
|  | 45.  | Armenia       | 2-D4        | 10 | 6 | 3 | 1 | 2 | 14 | 8  | +6  |
|  | 46.  | Azerbaigian   | 2-D3        | 9  | 6 | 2 | 3 | 1 | 7  | 6  | +1  |
|  | 47.  | Kazakistan    | 2-D1        | 6  | 6 | 1 | 3 | 2 | 8  | 7  | +1  |
|  | 48.  | Moldavia      | 3-D2        | 9  | 6 | 2 | 3 | 1 | 4  | 5  | -1  |
|  | 49.  | Gibilterra    | 3-D4        | 6  | 6 | 2 | 0 | 4 | 5  | 15 | -10 |
|  | 50.  | Fær Øer       | 3-D3        | 5  | 6 | 1 | 2 | 3 | 5  | 10 | -5  |
|  | 51.  | Lettonia      | 3-D1        | 4  | 6 | 0 | 4 | 2 | 2  | 6  | -4  |
|  | 52.  | Liechtenstein | 4-D4        | 4  | 6 | 1 | 1 | 4 | 7  | 12 | -5  |
|  | 53.  | Andorra       | 4-D1        | 4  | 6 | 0 | 4 | 2 | 2  | 9  | -7  |
|  | 54.  | Malta         | 4-D3        | 3  | 6 | 0 | 3 | 3 | 5  | 14 | -9  |
|  | 55.  | San Marino    | 4-D2        | 0  | 6 | 0 | 0 | 6 | 0  | 16 | -16 |

Legenda:
      Promosse in Lega C.

## La squadra vincitrice
I 23 convocati del Portogallo per la fase finale.
| Portogallo                           | Portogallo        | Portogallo        |
| Numero                               | Giocatore         | Squadra 2018-2019 |
| Portieri                             | Portieri          | Portieri          |
| ------------------------------------ | ----------------- | ----------------- |
| 22                                   | Beto              | Göztepe           |
| 12                                   | José Sá           | Olympiacos        |
| 1                                    | Rui Patrício      | Wolverhampton     |
| Difensori                            |                   |                   |
| 2                                    | João Cancelo      | Juventus          |
| 20                                   | Nélson Semedo     | Barcellona        |
| 6                                    | José Fonte        | Lilla             |
| 3                                    | Pepe              | Porto             |
| 4                                    | Rúben Dias        | Benfica           |
| 5                                    | Raphaël Guerreiro | Borussia Dortmund |
| 19                                   | Mário Rui         | Napoli            |
| Centrocampisti                       |                   |                   |
| 13                                   | Danilo Pereira    | Porto             |
| 18                                   | Rúben Neves       | Wolverhampton     |
| 14                                   | William Carvalho  | Betis             |
| 16                                   | Bruno Fernandes   | Sporting Lisbona  |
| 8                                    | João Moutinho     | Wolverhampton     |
| 21                                   | Pizzi             | Benfica           |
| Attaccanti                           |                   |                   |
| 10                                   | Bernardo Silva    | Manchester City   |
| 23                                   | João Félix        | Benfica           |
| 17                                   | Gonçalo Guedes    | Valencia          |
| 15                                   | Rafa Silva        | Benfica           |
| 7                                    | Cristiano Ronaldo | Juventus          |
| 11                                   | Diogo Jota        | Wolverhampton     |
| 9                                    | Dyego Sousa       | Braga             |
| Commissario tecnico: Fernando Santos |                   |                   |

## Classifica marcatori
| Reti | Giocatore         |
| ---- | ----------------- |
| 5    | Haris Seferović   |
| 4    | Romelu Lukaku     |
| 3    | Marcus Rashford   |
| 3    | Cristiano Ronaldo |
| 3    | André Silva       |
| 3    | Sergio Ramos      |
| 2    | 13 giocatori      |
| 1    | 31 giocatori      |

| Reti | Giocatore          |
| ---- | ------------------ |
| 3    | Edin Džeko         |
| 3    | Patrik Schick      |
| 2    | Christian Eriksen  |
| 2    | Denis Cheryshev    |
| 2    | Emre Akbaba        |
| 2    | Yevhen Konoplyanka |
| 2    | Gareth Bale        |
| 1    | 32 giocatori       |

| Reti | Giocatore           |
| ---- | ------------------- |
| 6    | Aleksandar Mitrović |
| 5    | James Forrest       |
| 4    | Ádám Szalai         |
| 3    | Teemu Pukki         |
| 3    | Stefan Mugoša       |
| 2    | Bozhidar Kraev      |
| 2    | Stefan Johansen     |
| 2    | Ola Kamara          |
| 2    | Nicolae Stanciu     |
| 2    | George Țucudean     |
| 2    | Adem Ljajić         |
| 2    | Miha Zajc           |
| 1    | 50 giocatori        |

| Reti | Giocatore             |
| ---- | --------------------- |
| 5    | Yura Movsisyan        |
| 5    | Stanislaŭ Drahun      |
| 4    | Giorgi Chakvetadze    |
| 4    | Arbër Zeneli          |
| 3    | Anton Saroka          |
| 3    | René Joensen          |
| 3    | Benjamin Kololli      |
| 3    | Danel Sinani          |
| 3    | Ezgjan Alioski        |
| 3    | Ilija Nestorovski     |
| 3    | Aleksandar Trajkovski |
| 3    | Radu Gînsari          |
| 2    | 14 giocatori          |
| 1    | 49 giocatori          |

## Qualificazione agli spareggi per Euro 2020
Nel mese di novembre 2019, a conclusione delle qualificazioni ad Euro 2020 (con assegnazione di 20 dei 24 posti per la fase finale), le classifiche della UEFA Nations League 2018-2019 hanno permesso di selezionare 16 nazionali per i play-off, in programma tra ottobre e novembre 2020, per l'assegnazione degli ultimi quattro posti per la fase finale del campionato europeo. Anzitutto, sono state ammesse le migliori quattro nazionali di ciascuna lega:
- per la Lega A è stata selezionata unicamente l'Islanda, in quanto le altre 11 nazionali si erano tutte qualificate direttamente per la fase finale;
- per la Lega B sono state selezionate Bosnia ed Erzegovina, Slovacchia, Irlanda ed Irlanda del Nord, in quanto le altre 8 nazionali si erano tutte qualificate direttamente per la fase finale;
- per la Lega C sono state selezionate tre delle quattro vincitrici dei gironi, ossia Scozia, Norvegia e Serbia, in quanto la quarta (la Finlandia) era l'unica squadra di questa lega ad essersi qualificata direttamente per la fase finale;
- per la Lega D sono state selezionate tutte le quattro vincitrici dei gironi, ossia Georgia, Macedonia del Nord, Kosovo e Bielorussia (in tale lega non vi era alcuna nazionale qualificata direttamente per la fase finale).

Come da regolamento, dovendo selezionare una quarta squadra dalla Lega C (al posto della Finlandia) ed essendovi inoltre tre posti lasciati vacanti dalla Lega A, si è proceduto ad ammettere ai play-off altre quattro nazionali che sono state tutte scelte dalla Lega C (in quanto nelle leghe A e B non vi erano più squadre selezionabili): sono state ammesse le seconde classificate dei gironi della Lega C, ossia Bulgaria, Israele, Ungheria e Romania. Poiché, pertanto, la Lega C è stata l'unica a vedere ammesse ai play-off più di 4 squadre, si è proceduto ad un sorteggio preliminare per stabilire le tre nazionali da "dirottare" nei play-off della Lega A. Il sorteggio, svoltosi il 22 novembre 2019, ha riguardato unicamente le quattro seconde classificate, in quanto il regolamento stabiliva che le vincitrici dei gironi non possono essere dirottate nei play-off di altre leghe. All'esito del sorteggio, Bulgaria, Ungheria e Romania sono state scelte per far compagnia all'Islanda nel play-off della Lega A, mentre Israele è rimasta nel play-off della Lega C con Scozia, Norvegia e Serbia. In ciascun play-off si sono svolte semifinali in gara unica, con fattore campo ed accoppiamenti determinati dalla classifica della UEFA Nations League 2018-2019 (la prima ospita la quarta, la seconda ospita la terza), e finale tra le vincenti in gara unica con fattore campo determinato invece per sorteggio (svoltosi sempre il 22 novembre). Le quattro qualificate sono state inserite direttamente nella quarta ed ultima fascia del sorteggio della fase finale di Euro 2020 (effettuato a Bucarest il 30 novembre 2019).
Questa quindi la composizione dei quattro play-off (le squadre sono indicate in ordine di classifica nella UEFA Nations League 2018-2019).

### Spareggio Lega A
Islanda, Bulgaria, Ungheria e Romania.
In questo spareggio vi sono due nazionali che ospitano la fase finale di Euro 2020, ossia Ungheria e Romania. In base al sorteggio dei gironi, la vincitrice è stata inserita come squadra di quarta fascia del girone F (con Germania, Francia e Portogallo), che si gioca a Budapest e Monaco di Baviera. Se però lo spareggio fosse stato vinto dalla Romania, essa sarebbe stata inserita, invece, nel girone C (con Ucraina, Paesi Bassi ed Austria), ospitato a Bucarest ed Amsterdam. Le nazionali ospitanti infatti, anche se qualificate solo dopo i play-off, avevano la garanzia di giocare in casa due gare su tre del girone eliminatorio.

### Spareggio Lega B
Bosnia ed Erzegovina, Slovacchia, Irlanda ed Irlanda del Nord.
In questo spareggio vi è una nazionale che ospita la fase finale di Euro 2020, ossia l'Irlanda. Pertanto la vincitrice è stata inserita come squadra di quarta fascia del girone E (con Spagna, Polonia e Svezia), ospitato a Dublino e Bilbao.

### Spareggio Lega C
Scozia, Norvegia, Serbia ed Israele.
In questo spareggio vi è una nazionale che ospita la fase finale di Euro 2020, ossia la Scozia. Pertanto la vincitrice è stata inserita come squadra di quarta fascia del girone D (con Inghilterra, Croazia e Rep. Ceca), ospitato a Glasgow e Londra.

### Spareggio Lega D
Georgia, Macedonia del Nord, Kosovo e Bielorussia.
In questo spareggio non vi sono nazionali che ospitano la fase finale di Euro 2020. In base al sorteggio dei gironi, la vincitrice è stata inserita come squadra di quarta fascia del girone C (con Ucraina, Paesi Bassi ed Austria), ospitato a Bucarest ed Amsterdam. Se però lo spareggio della Lega A fosse stato vinto dalla Romania, per permettere a quest'ultima di giocare a Bucarest, la vincitrice dello spareggio della Lega D sarebbe stata inserita invece nel girone F (con Germania, Francia e Portogallo), ospitato a Budapest e Monaco di Baviera.